# 닉 카터
닉 카터(Nick Carter, 1980년 1월 28일 ~ )는 미국의 싱어송라이터, 댄서, 엔터테이너, 배우이다. 백스트리트 보이즈의 멤버이다. 2002년에는 솔로 음반 Now or Never을 발표하였다. 또한 하우스 오브 카터스라는 자기 자신만의 리얼리티 쇼에 출연하기도 하였다. 아론 카터의 친형이다.

## 음반
- Now or Never (2002년 발매)

## 미공개곡
- Don't Walk Away
- End Of Forever
- Forever Rebel
- Love To Love (백스트리트 보이즈)
- Not Like You
- Payback
- Rockstar Baby
- Scandalicious
- There For Me
- Funny Face
- Beautiful Lie
- The Great Divide
- Scream
- Picking Up the pieces
- Shadows

## 출연 작품
- 하우스 오브 카터스
- The Hollow
- Fast Glass

## 같이 보기
- 백스트리트 보이스